# لوکا روفینی
لوکا روفینی (انگلیسی: Luca Ruffini؛ زادهٔ ۲ مهٔ ۱۹۹۷) بازیکن فوتبال است.